# Golf du château de Laeken
Pour les articles homonymes, voir Laeken (homonymie).
Ne doit pas être confondu avec Royal Golf Club de Belgique (Ravenstein).
Le Golf du château de Laeken, fondé en 1899, est le parcours privé de la cour en Belgique, à Laeken.

## Architecte
Il a été dessiné par Seymour Dunn pour Leopold II.